# 라미부딘/테노포비르
라미부딘/테노포비르 디소프록실은 심듀오(Cimduo) 혹은 테믹시스(Temixys)라는 상품명으로 판매되며, 성인 및 35kg(77lb) 이상의 소아의 후천 면역 결핍증후군 치료를 위해 사용되는 고정용량의 항레트로바이러스 복합제제이다.  위 약물은 라미부딘과 테노포비르 디소프록실을 함유하고 있다. 미국에서 이 의약품은 2018년 2월에 HIV-1 감염에 대한 치료제로 미국 식품의약국(FDA)으로부터 승인받았다. 경구로 복용한다.

## 추가 자료
- “WHO Public Assessment Report: HA414 - Lamivudine/Tenofovir disoproxil fumarate - 300mg/300mg - Tablets - Mylan Laboratories Ltd - India”. 《World Health Organization (WHO)》.